# Музей эпох (Русениха)
Музей эпох — музейный комплекс, включающий в себя Русенихинское городище и марийский могильник.

## Расположение музея
Непосредственно музей располагается в деревянном доме, близ деревни Русениха. Музей располагается близ реки Ветлуги, которая является старейшей рекой в России, появившейся еще в прошлой эре, свидетельством чего являются факты обнаружения на её берегах поселений древнего человека.

## Экспозиция
В экспозицию музея входит «Русенихинское городище», датирующееся VII-V веками до нашей эры и представлявшее собой укреплённое городище, которое обносилось валом и рвом. По данным раскопок, большинство жилищ ананьинских общин, к которым и относится «Русенихинское городище», представляло собой бревенчатый дом полуподземного типа длиной около сорока метров, шириной в четыре метра, с открытыми очагами внутри. Городища по Ветлуге всегда высоко возвышались над местностью, поэтому «Русенихинское городище» располагалось на высоте 34,5 метра над уровнем реки.
Также в экспозицию входит марийский могильник, который не так давно был обнаружен около Русенихи. Могильник датируется X-XI веком. Возведён он был после того, как в этих местах в I-V веках нашей эры стали появляться поселения, относящиеся к городецкой культуре, основанные древнемарийскими племенами (предками современных марийцев), которые и возвели этот могильник.
Кроме марийского могильника и «Русенихинского городища», в музее также представлены экспозиции, посвященные истории ветлужского края[прояснить], в том числе, некогда обитавшего в этих краях ветлугазавра, а также выставки картин местных художников.